# Vamos a la granja/Directo al infierno
Vamos a la granja / directo al infierno es el octavo disco oficial de la banda de Punk Rock de Argentina: 2 Minutos, fue grabado, mezclado y masterizado entre diciembre de 2009 y enero de 2010, en el estudio El Parral, localidad Buenos Aires, Argentina.

## Lista de temas
| N.º | Título                                                                  | Duración |  |
| 1.  | «Panik Atack»                                                           |          |  |
| 2.  | «Cabeza De Limón»                                                       |          |  |
| 3.  | «Espacial (Ella)»                                                       |          |  |
| 4.  | «Navaja»                                                                |          |  |
| 5.  | «Resfriada [ Daniel Melero ,1994]»                                      |          |  |
| 6.  | «Melodía De Barrio»                                                     |          |  |
| 7.  | «A.X.E (Amnesia Por Ebriedad)»                                          |          |  |
| 8.  | «Paro General»                                                          |          |  |
| 9.  | «Metal Marciano Rojo»                                                   |          |  |
| 10. | «Todavía Una Canción De Amor [ Andrés Calamaro / Joaquín Sabina ,1995]» |          |  |
| 11. | «900 Muy Bien»                                                          |          |  |
| 12. | «Fantasma»                                                              |          |  |
| 13. | «El Que No Salta Es Un Skon»                                            |          |  |
| 14. | «Ave De Paso (Cover de Sandro, 1967)»                                   |          |  |
| 15. | «El Asador»                                                             |          |  |
| 16. | «Guitarrita y Fafa»                                                     |          |  |
| 17. | «Esto No Es El Italpark (La Caprichosa)»                                |          |  |
| 18. | «Maravillosa Mente»                                                     |          |  |
| 19. | «Efedrina»                                                              |          |  |
| 20. | «Straight To Hell (cover de The Clash)»                                 |          |  |
| 21. | «Vamos A La Granja»                                                     |          |  |

- Datos: Q5483993